# Шерстов, Николай Николаевич

Николай Николаевич Шерстов (18 мая 1925, село Глазок, Тамбовская губерния — 22 июля 1983, Москва) — Герой Советского Союза, командир 57-мм орудия 386-го истребительного противотанкового артиллерийского полка (9-й механизированный корпус, 3-я гвардейская танковая армия, 1-й Украинский фронт), старший сержант.

## Биография
Родился 18 мая 1924 года в селе Глазок (ныне — Мичуринского района Тамбовской области) в семье крестьянина. Русский. Окончил 4 класса. В 1937 году с семьей переехал в Ивановскую область. Работал объездчиком в совхозе «Заря» в Фурмановском районе. В первые дни Великой Отечественной войны отец и четверо старших братьев ушли на фронт.
В феврале 1943 года призван в армию. После трехмесячной учёбы в полковой артиллерийской школе был направлен на фронт и назначен командиром орудия в 386-й истребительный противотанковый полк, входивший в состав 3-й гвардейской танковой армии. Отличился в боях при форсировании реки Днепр.
В октябре 1943 года в составе полка форсировал реку в районе деревни Козинцы, принимал участие в боях на Букринском плацдарме. Только при отражении одной из контратак на поле боя перед позициями полка осталось 27 горящих немецких машин. Несколько танков и бронетранспортеров в этом бою были поражены метким огнём орудия старшего сержанта Шерстова.
В начале ноября полк, в котором служил Николай Шерстов, был переброшен на Лютежский плацдарм и участвовал в наступлении на Киев. Орудие Николая Шерстова находилось в боевых порядках пехоты, прокладывая ей дорогу своим огнём. Через Пуща-Водицы и Святошино расчёт 5 ноября вступил в предместье столицы Украины. Продолжая наступление, части 3-й танковой армии стремительным ударом выбили противника из города Фастова.
В боях за удержание Фастова орудие Николая Шерстова занимало огневую позицию на высоте юго-восточнее Фастова. 7 ноября 1943 года организовал отражение танковой контратаки противника. После контузии наводчика выполнял сам его обязанности. За несколько дней боев лично сжёг 7 танков врага. За воинскую доблесть, проявленную в этом бою, старший сержант был представлен к званию Героя Советского Союза.
Указом Президиума Верховного Совета СССР «О присвоении звания Героя Советского Союза офицерскому и сержантскому составу артиллерии Красной Армии» от 9 февраля 1944 года за «образцовое выполнение боевых заданий командования на фронте борьбы с немецкими захватчиками и проявленные при этом отвагу и геройство» удостоен звания Героя Советского Союза с вручением ордена Ленина и медали «Золотая Звезда» (№ 2122).
Член ВКП(б)/КПСС с 1945 года.
После войны продолжал службу в армии, стал офицером. В 1953 году в звании старшего лейтенанта уволен в запас. Жил в городе Мичуринск Тамбовской области, работал инструктором горкома ДОСААФ. Позднее переехал в Москву. Работал сменным мастером на заводе «Манометр».
Умер 22 июня 1983 года. Похоронен в Москве, на Калитниковском кладбище.

## Память
- В июне 2006 года на здании школы села Глазок, носящей имя Героя, установлена мемориальная доска.
- 9 мая 2021 года в городе Фурманов у Монумента славы в Аллее героев установлен бюст Шерстова Николая Николаевича.

## Награды
- Награждён орденами Ленина, Красной Звезды, медалями.